# Грамотины
Грамотины —  древний дворянский род, восходящий к XVI веку.
Род внесён в VI часть дворянской родословной книги Костромской, Московской губернии Российской империи.

## История рода
Нечай Васильевич (Власьевич) Грамотин ведал царские вотчины в Тверском уезде (1540). Тарас-Курбат Грамотин, татарского происхождения, дьяк и член посольства к Стефану Баторию (1578), коломенский помещик. Его сын Иван Тарасьевич Грамотин служил думным дьяком и принадлежал к видным деятелям Смутного времени. Ляпун и Игнатий Григорьевичи владели поместьями в Шелонской пятине (1572), сын первого Василий Ляпунов († 1616), непосредственный родоначальник ныне существующего рода Грамотиных, жалован вотчиною за московское осадное сидение, при царе Василии Шуйском.
Четыре представителя рода владели населёнными имениями (1699).

## Описание герба
В золотом щите вертикально червлёная грамота в свитке с червлёной вислой печатью. По четырём сторонам щита по зелёному трилистнику.
Щит увенчан дворянским коронованным шлемом. Нашлемник: зелёный трилистник. Намёт: справа червлёный с золотом, слева зелёный с золотом.
Герб дворянского рода Грамотиных был записан в Часть XII Общего гербовника дворянских родов Всероссийской империи, страница 52.

## Известные представители
- Грамотин Иван Гаврилович - дьяк (1598).
- Грамотин Лука Иванович - стряпчий (1658-1676).
- Грамотин Василий Иванович - московский дворянин (1658-1677), клинский помещик.
- Грамотин Савва Богданович - московский дворянин (1671-1677).
- Грамотин Дмитрий Васильевич - стольник (1686-1692).
- Грамотин Иван Саввинович - стряпчий (1692).
- Грамотин Алексей Иевлевич - московский дворянин (1692).
- Грамотин Яков Саввинович - стольник царицы Евдокии Фёдоровны (1692)[6][4].
- Грамотин, Алексей Петрович (1801—1874) — генерал-лейтенант, участник Кавказских походов.